# Ширлеу
Ширлеу (рум. Șirlău) — село у повіті Сату-Маре в Румунії. Входить до складу комуни Бетарч.
Село розташоване на відстані 462 км на північний захід від Бухареста, 34 км на північний схід від Сату-Маре, 146 км на північ від Клуж-Напоки.

## Населення
За даними перепису населення 2002 року у селі проживали 330 осіб, усі — румуни. Усі жителі села рідною мовою назвали румунську.